# Federación Italiana de Fútbol de Salón
La Federación Italiana de Futsal, conocida por sus siglas FIFS, es la federación deportiva que se ocupa de promover el fútbol de salón (calcio a 5 indoor, en italiano), bajo las reglas de juego de la Asociación Mundial de Futsal (AMF). Organiza torneos nacionales, internacionales y amistosos para equipos de representación nacional, de clubes, eventos de afiliados y competiciones para personas con discapacidad. Además, organizó en cinco ocasiones, desde 1992 hasta 1996, en colaboración con The Walt Disney Company Italia, el Trofeo Topolino, así como la Copa del Mediterráneo (Masculino y Discapacitados) y la Copa del Mundialito. Tiene su sede en Milán, y el actual presidente es Axel Paderni, quien asumió el cargo en julio de 2009. Es la única federación deportiva italiana reconocida por la Asociación Mundial de Futsal (AMF) y, por lo tanto, la única autorizada para utilizar las marcas y logotipos internacionales de la AMF.

## Historia de la Federación
En 1987, un grupo de accionistas de Milán, encabezados por Giovanni Conticini, fundaron la A.I.F.S. (Asociación Italiana de Fútbol de Salón), que después del reconocimiento por parte del Movimiento Europeo Popular, en 1988, cambió en un acto notarial, su denominación por Federación Italiana de Futsal (FIFS) por voluntad del nuevo presidente Giovanni Caminiti. En el mismo año, la FIFS llegó a ser reconocida por la FIFUSA (el organismo internacional de Fútbol de Salón, y es una de las federaciones fundadoras de la federación UEFS (Unión Europea de Futsal).
En 1991, llegó a organizar el Campeonato Mundial de futsal de la AMF en Milán, y en 1992 participó en el Campeonato de Europa organizado en Oporto (Portugal) por la vieja UEFS. En 1994, participó por la última vez en una Copa del Mundo organizada por la FIFUSA, obteniendo un resultado decepcionante: quedó en la última posición.
Por lo que respecta las competiciones de clubes, la FIFS inscribió en la Copa Campeones para Clubes los equipos que ganaban la liga nacional del 1988 al 1998; en la edición del 1991, el A.S. Milano se clasificó séptimo, en el 1992 y en el 1993, el G.S. Danypel Milano llegó a obtener la misma clasificación, mientras que en 1995, el Sporting Turro terminó el torneo en la octava posición.
A finales de los años noventa, debido a graves problemas de salud del presidente Caminiti, la Federación dejó de hacer actividades de competición y se mantuvo latente hasta el verano de 2009 cuando, con la llegada de Axel Paderni, retomó la actividad deportiva.
En 2009, se afilió a la Asociación Liga Mundial de Futsal, fundada en Suiza con la finalidad de salvaguardar y promover el futsal en el mundo, empeñándose en hacerlo practicar a un número mayor de atletas. Formaron parte 15 países: Bolivia, Brasil, Ecuador, Egipto, El Salvador, Francia, Alemania, Italia, Marruecos, Nigeria, Perú, Mónaco, Principado de Seborga, Suiza, Túnez. Pero la historia de esta asociación solo duró tres años; en septiembre 2012, después del desarrollo de la Copa Mediterránea Europea en Imperia (Italia), se decretó su disolución.
En julio de 2012, después del Congreso Ordinario Mundial de la AMF de Asunción (Paraguay), la Federación Italiana de Futsal recibió la invitación por la Asociación Mundial de Futsal a formar parte del panorama mundial; en octubre de 2012, en efecto, su entrada es ratificada.
En noviembre de 2013, después de 19 años de ausencia, participa en el Campeonato Mundial Femenino de la AMF en Barrancabermeja en Colombia, alcanzando la 12ª posición y la victoria de la Copa Fair Play.
Desde el 29 de septiembre al 3 de octubre de 2014, el equipo nacional italiano de fútbol de salón de mayores, estuvo en las competiciones Europeas UEFS; en Lloret de Mar, lo que les otorgó la clasificación para poder participar en el Campeonato AMF Mundial en abril de 2015; y en Bielorrusia, donde no se logró la clasificación final del 4º puesto.
La Selección Nacional Sub20 Italiana participó en octubre de 2014, en el Campeonato Mundial de la AMF en Chile, terminando el evento en el 10º lugar, y después de 20 años de ausencia de las competiciones Europeas Oficiales, participó en diciembre de 2015 en el Campeonato Europeo Sub-21 en Lloret de Mar (España), clasificándose en quinto lugar.
La Selección Nacional Italiana Masculina, después de 21 años de ausencia, consigue un histórico segundo lugar en el Campeonato de Europa UEFS que se celebró en Moscú (Rusia) del 23 al 28 de mayo de 2016.

## Manifestaciones en Italia
Cada año la Federación organiza el Campeonato Italiano para clubes masculinos, la Copa Italia. Después de las fases regionales, que tienen lugar entre abril y mayo, los vencedores de cada agrupación se encuentran en junio para ganar el trofeo en una sede itinerante (en 2012 fue en Agrate Brianza). Los vencedores de las dos manifestaciones se desafiarán para la Supercopa Italiana al principio de la temporada siguiente.
Durante la temporada, se desarrollaron varios torneos como la Copa Lombardía y la Copa Piamonte Masculina, la Copa de la Befana para equipos femeninos, la Copa Carnevale, la Copa del Mediterráneo y el Trofeo San Rocco. Además, la Nacional de Fútbol de Salón AMF de Italia participó en varios eventos organizados por la AMF, la Asociación Mundial de Futsal y sus afiliados.
La Federación está muy atenta a las personas con discapacidad, tanto que decidió establecer una Nacional Masculina especial que participa con excelentes resultados también en varios torneos, a fin de dar una oportunidad de integración a quién a menudo, se discrimina injustamente. También, se ha decidido organizar un Campeonato Nacional dedicado para ellos: de octubre a febrero, se desarrollarán las Fases Centro / Norte y Centro / Sur, mientras que en abril se juega la Final Nacional.
Cada año, en el mes de noviembre, la Federación organiza una Conferencia con un tema diferente en cuanto a la educación, a la que también accedieron miembros provenientes del CIP (Comité Paralímpico Italiano). 
Historial Campeonatos FIFS
| AÑO  | CAMPIONATO MASCHILE    | COPPA ITALIA MASCHILE                                                             | SUPERCOPPA ITALIA        |
| ---- | ---------------------- | --------------------------------------------------------------------------------- | ------------------------ |
| 2019 | Ticinia Novara         | Ticinia Novara                                                                    | Ticinia Novara           |
| 2018 | Bulè Ticinia Novara    | Bulè Ticinia Novara                                                               | Bulè Ticinia Novara      |
| 2017 | Bulè Ticinia Novara    | ASD Las Palmas C5 Milano                                                          | ASD Las Palmas C5 Milano |
| 2016 | Bulè Ticinia Novara    | AS Dolceria Valmont Galliate                                                      | Bulè Ticinia Novara      |
| 2015 | Bulè Ticinia Novara    | Aurora 2003 Torino                                                                | Bulè Ticinia Novara      |
| 2014 | Bulè Ticinia Novara    | Futsal San Giuliano                                                               | Futsal San Giuliano      |
| 2013 | PGM San Lazzaro Torino | FCD Olmi Cesano MI                                                                | FCD Olmi Cesano MI       |
| 2012 | Ticinia Novara         | New Buffalo Cuggiono                                                              | New Buffalo Cuggiono     |
| 2011 | Saturnio Moncalieri    | Bar 3°Tempo Agrate B.                                                             | Bar 3°Tempo Agrate B.    |
| 2010 | R3 Futsal Torino       | ODB Rescaldina                                                                    | R3 Futsal Torino         |
| 2009 | ASD Hickory Arcore     | AC Tenuta Carretta 1999 Archivado el 21 de septiembre de 2016 en Wayback Machine. | ASD Futsal Hickory       |
| 1998 | CSS Spurghi Milano     | non disputata                                                                     |                          |
| 1997 | CSS Spurghi Milano     | AS Sesto                                                                          |                          |
| 1996 | Carrexpress Milano     | AS Sesto                                                                          |                          |
| 1995 | Carrexpress Milano     | CSS Spurghi Milano                                                                |                          |
| 1994 | Carrexpress Milano     | Sporting Turro                                                                    |                          |
| 1993 | Danympel Milano        | Sporting Turro                                                                    |                          |
| 1992 | Danympel Milano        | Sporting Turro                                                                    |                          |
| 1991 | CSS Spurghi Milano     | Danympel Milano                                                                   |                          |
| 1990 | Sporting Turro         | Danympel Milano                                                                   |                          |
| 1989 | Sporting Turro         | Danympel Milano                                                                   |                          |
| 1988 | Sporting Turro         | CSS Spurghi Milano                                                                |                          |

HALL OF FAME FIFS
Establecido por la FIFS en enero de 2016, el premio de reconocimiento a los jugadores, entrenadores, directivos, árbitros que han contribuido en la historia del fútbol de salón italiano.
ENTRENADORES
Lino Coppola - Entrenador de Fútbol de Salón Pieve Emanuele y de la Nacional Italiana Maggiore del 1987 al 1991. Él llevó la Nacional durante cuatro ediciones de la Copa Latina, 2 campeonatos de Europa, 2 Campeonatos Mundiales.
Mauro Parenti - Fue entrenador en cuatro décadas diferentes: 80 ', 90', 2000 y 2010. Fue entrenador del CSS Spurghi Mi, del Sporting Turro y del FCD Olmi ganando 3 títulos de liga (1991-1997-1998) y 3 Copas de Italia (1988-1995-2013). Del 1998 al 1999 fue entrenador de la Nacional Masculina Maggiore, del 2012 al 2013 de la Nacional Sub-21 masculina y en 2013 de la Nacional Sub-23 masculino.
Enrico Belli - Entrenador del Lainate Fútbol de Salón de 2010 a 2012. Fue Vice-Campeón de Italia en 2010 y 2012. Del 2010 al 2013 fue entrenador de la Nacional Masculina Maggiore, ganando 3 Copas Mundialito.

DIRIGENTES
Luigi Conticini - Empresario Milanés, fue el fundador en 1987 de la AIFS, precursor de la FIFS y primer Presidente de la FIFS en 1988, gracias a él Italia participó en el Campeonato Mundial de Australia en 1988.
Giovanni Caminiti -  Fue el Presidente más longevo de la historia en la FIFS, del 1988 al 2009, fue uno de los fundadores de la UEFS en 1988 y Vicepresidente de FIFUSA para el Continente Europeo desde 1989 hasta 1993. Bajo su presidencia llegó a Italia el Campeonato del Mundo FIFUSA, en 1991 a Milán, organizadas en colaboración con Walt Disney Italia del 1992 al 1996 hasta 5 ediciones del Trofeo Topolino.
Giorgio Chinelli - Fue Secretario General de la FIFS del 1989 al 2002, fue uno de los coordinadores del Campeonato del Mundo en 1991 y de las cinco ediciones del Trofeo Topolino, además de coordinar todas las actividades federales en la Presidencia Caminiti.
JUGADORES
Giuseppe Caggiano - jugador del CSS Spurghi Milán 1988-1999, con el que ganó tres títulos de liga y dos Copas de Italia; Capitán de la Selección Italiana 1987-1998, que cuenta con 54 presencias.
Giuseppe Bua - Jugador del fútbol de salón Hickory Lissone y afiliado desde 2009, es el único en la historia del futsal que ha conquistado el Grande Slam en 2009 (Campeonato Lombardo - Campeonato Italiano - Supercopa Italiana - Euro Copa IFWL). Cuenta con 6 partidos con la Selección Italiana.
Giovanni Oliva - Jugador de la PGM Grugliasco 2008-2014 con el que ganó el primer título; capitán de la Selección Italiana 2008-2014. Cuenta con 55 presencias que condujeron a la victoria de 3 Torneo de Copa Mundialito.
Luca Licini- Jugador de la Ticinia Novara, se registró en la FIFS desde junio de 1991 hasta nuestros días, ha ganado tres títulos de liga (2014-2015-2016), 2 Supercopas de Italia (2015-2016), tiene el récord de apariciones con la Nacional Maggiore (59 partidos ) durante los cuales ganó 2 Mundialito Cup (2013, 2015).
Stefano Usai - Jugador de la Ticinia Novara, fue registrado a partir de 2012, ha ganado 4 títulos de liga (2013-2014-2015-2016), 2 Copas de Italia (2015-2016), 2 Supercopas de Italia (2015-2016), es el Capitán de la Selección Italiana desde 2014 hasta nuestros días, cuenta con 50 partidos y los 2 mejores torneo del Mundialito, tiene el récord de 7 goles marcados en la final de la Copa Italiana (2016).  

## Organigrama
- Presidente: Axel Paderni
- Presidente Onorario: Maurizio Secchi
- Vicepresidente Vicario: Flavia Valente
- Segretario Generale: Alessandro Chinelli
- Amministratore Federale: Riccardo Paderni
- Giustizia Sportiva: Massimo Corali